# Pierfranco Vianelli
Pierfranco Vianelli (n. 20 octombrie 1946, Provaglio d'Iseo, Lombardia, Italia) este un ciclist de performanță ce a reprezentat Italia, medaliat olimpic. A participat la o ediție a Jocurilor Olimpice (1968) în care a câștigat o medalie de aur și o medalie de bronz.